# Уїнське
Уїнське (рос. Уинское) — село в Росії, адміністративний центр Уїнського району Пермського краю. Входить до складу муніципального утворення Уїнське сільське поселення і є його адміністративним центром.

## Географія
Розташоване на річках Аспа, Уй і Олга, за 69 км від залізничної станції Чорнушка (на лінії Сарапул — Дружинино)

## Історія
Вперше згадується в 1747 році як Аспа при мідеплавильному заводі Шавкунова. Сам завод був введений в експлуатацію в 1749 році і працював до 1862 року (з перервою на час повстання Пугачова). У селі збереглися будівлі Петропавлівської церкви (1843) і земського училища (поч. XX століття), а також заводська гребля (XVIII століття).
30 грудня 1966 року було утворено Уїнський район в селі Уїнське.